# (7571) Weisse Rose
(7571) Weisse Rose ist ein Asteroid des äußeren Hauptgürtels, der am 7. März 1989 vom deutschen Astronomen Freimut Börngen an der Thüringer Landessternwarte Tautenburg (IAU-Code 033) in Tautenburg in Thüringen entdeckt wurde.
Der Name des Asteroiden soll an die studentische Widerstandsgruppe gegen das Naziregime Weiße Rose erinnern.
Der Himmelskörper gehört zur Themis-Familie, einer Gruppe von Asteroiden, die nach (24) Themis benannt wurde.